# Petit col Ferret
Le Petit col Ferret est un col alpin reliant le val Ferret italien au val Ferret suisse, de Courmayeur (Vallée d'Aoste) à Orsières (canton du Valais). Il se situe juste au nord-ouest de la tête de Ferret qui le sépare du Grand col Ferret. Bien que plus bas en altitude, le Petit col Ferret est beaucoup moins fréquenté par les randonneurs qui lui préfèrent le Grand col Ferret du fait de la situation de ce dernier sur le tracé des sentiers de grande randonnée Tour du Mont-Blanc et Tour du Saint-Bernard.

## Géographie

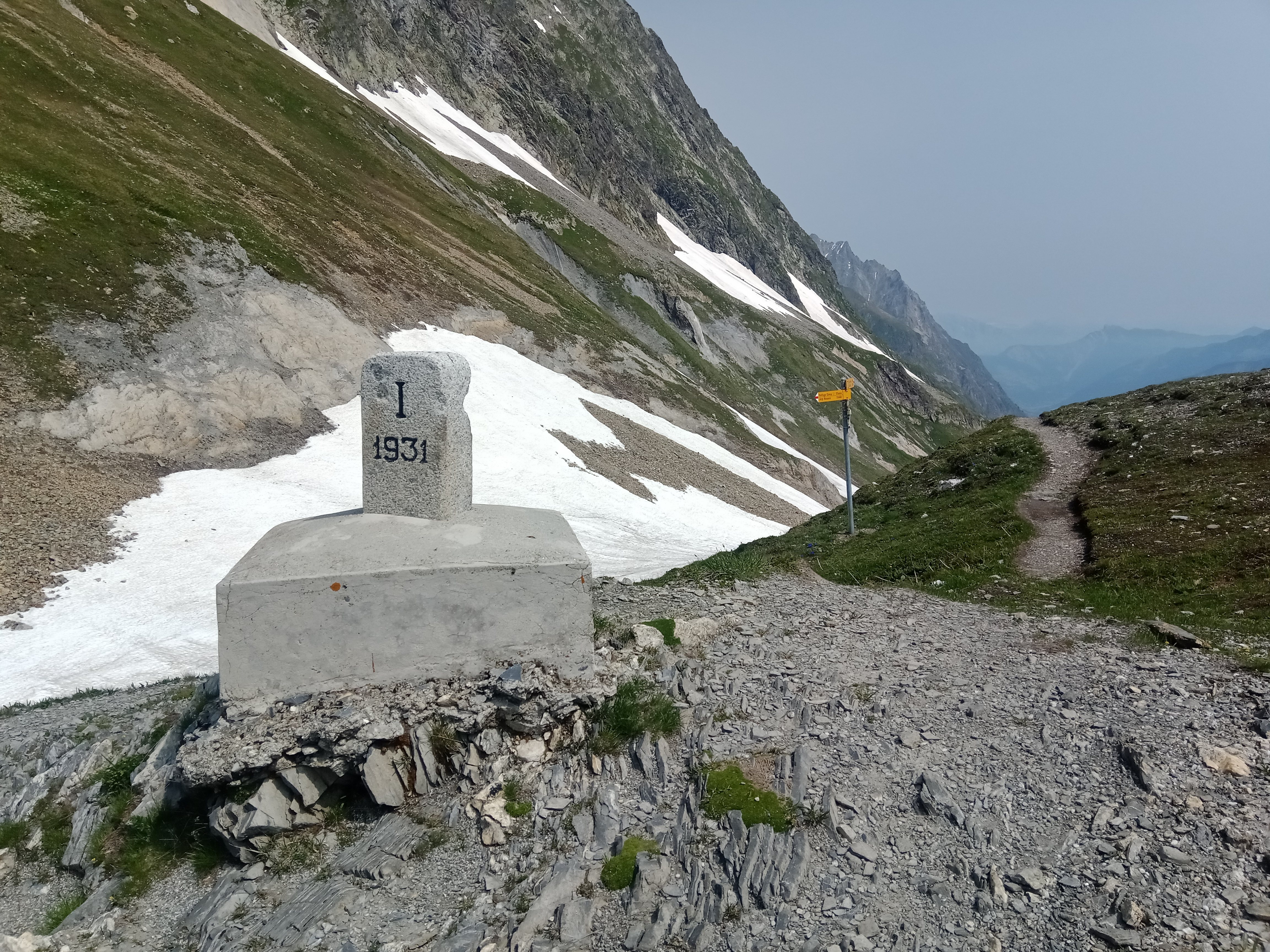
Borne frontière au col.

Le Petit col Ferret s'élève à 2 486 ou 2 510 mètres d'altitude, au pied du mont Dolent et de l'aiguille de Triolet au nord-ouest ainsi que du Chantonnet et de la tête de Ferret au sud-est,. Le col se situe à la limite entre le massif du Mont-Blanc au nord-ouest et les Alpes pennines au sud-est. Le Grand col Ferret qui s'élève à 2 536 ou 2 537 mètres d'altitude, — soit quelques petites dizaines de mètres de plus que le Petit col — se trouve à 1,3 kilomètre à vol d'oiseau au sud-sud-est, de l'autre côté de la tête de Ferret qui culmine à 2 713 ou 2 714 mètres d'altitude, — soit environ 200 mètres au-dessus des deux cols. Le Petit et le Grand col Ferret peuvent être rejoints à pied en passant sous la tête de Ferret, à l'adret, sur le versant italien,. Un autre sentier relie directement les deux vals Ferret et un dernier partant juste en aval du col sur son adret mène au bivouac Cesare Fiorio en rive gauche du glacier de Pré de Bar en Italie,.
Ces deux cols constituent le fond des deux vals Ferret italien au sud-ouest et suisse au nord-nord-est,. Sous l'adret du Petit col Ferret s'étire la moraine latérale en rive gauche de la langue terminale du glacier de Pré de Bar et non loin en aval se trouve l'alpage de Pré de Bar avec le refuge Elena,. Côté suisse, sur l'ubac du Petit col s'étire la combe des Fonds, vallon latéral au val Ferret délimité par le bas des pentes de la pointe Allobrogia, du mont Grépillon, du mont Dolent et de la Maye à l'ouest en rive gauche et des crêtets de la Perche et de la Gouille à l'est en rive droite,.